# Zdeněk Klauda
Zdeněk Klauda (* 7. ledna 1979 Praha) je český dirigent, klavírista a hudební teoretik.

## Život
Zdeněk Klauda se od dětství věnoval skladbě, hře na klavír a na flétnu. Hudební vzdělání získal na hudebně zaměřeném gymnáziu Jana Nerudy pod vedením Miroslava Kubičky, kde zároveň studoval i hru na flétnu u Vladislava Paulíka a klavír u Dináry Souleimannové.
Po absolutoriu gymnázia začal studovat obor dirigování u prof. Hynka Farkače na Akademii múzických umění, studium skončil v roce 2005. Od té doby je ve stálém angažmá v Národním divadle v Praze (k roku 2018 jako asistent dirigenta a vedoucí hudební přípravy). Jako skladatel publikuje u amerického nakladatelství „Alliance publications, Inc.“
V roce 2008 byl přizván k nastudování Dvořákovy Rusalky v rámci festivalu Salzburger Festspiele. Od té doby je pravidelně zván do prestižních evropských operních domů Bayerische Staatsoper Mnichov, Opera Valencia či Opéra national de Paris. V roce 2012 se podílel na hudebním nastudování Janáčkových Příhod lišky Bystroušky pro legendární festival v Glyndebourne a v další sezóně pak Mozartovy Figarovy svatby tamtéž.
V roce 2012 získal 3. cenu na dirigentské soutěži v Rumunsku. Jako asistent dirigenta v minulosti spolupracoval s následujícími dirigenty: Franz Welser-Möst, Kyril Petrenko, Vladimir Jurowski nebo Tomáš Netopil.

## Umělecká činnost

### Skladba
Roku 1996 získala jeho skladba Divertimento pro flétnu, hoboj a violoncello druhé místo v soutěži Generace.
- Drobnosti v modrém pro klavír (1995).
- Divertimento pro flétnu, hoboj a violoncello (1996).
- Sonáta pro hoboj a klavír (1996).
- Sonáta na téma B. Martinů pro housle a klavír (1998).
- 4 písně pro mezzosoprán, lesní roh a smyčcový orchestr, na text Jamese Joyce (2003).